# João Cabreira
João Cabreira (né le 12 mai 1982 à Aguçadoura) est un coureur cycliste portugais. Champion du Portugal sur route en 2008 et 2011, il a été suspendu pour avoir falsifié un contrôle antidopage entre 2009 et 2011.

## Biographie
Champion du Portugal espoirs et vainqueur du Tour du Portugal du Futur en 2004, João Cabreira participe en fin de saison aux championnats du monde sur route avec l'équipe du Portugal des moins de 23 ans. Il se classe 33e du contre-la-montre de cette catégorie, et abandonne lors de la course en ligne.
Il passe professionnel en 2005 dans l'équipe Carvalhelhos-Boavista. L'année suivante, il rejoint la formation Maia-Milaneza. Il remporte  le Tour de l'Algarve grâce à sa victoire dans l'ultime étape. En 2008, il est sacré Champion du Portugal sur route. Accusé d'avoir voulu se soustraire à un contrôle antidopage hors compétition en juillet, il est suspendu dix mois par la fédération portugaise, puis est blanchi en décembre. En février 2009, la fédération portugaise le suspend deux ans pour avoir falsifié un contrôle antidopage réalisé en mai 2008, avec de la protéase. Blanchi en appel par une cour de justice portugaise, il voit sa suspension de deux ans confirmée par le Tribunal arbitral du sport (TAS) en avril 2010. Le TAS fixe le début de sa suspension au 24 février 2009. João Cabreira peut donc reprendre la compétition le 25 février 2011. Il court en 2011 pour l'équipe portugaise Onda. En juin, il remporte pour la deuxième fois le championnat du Portugal sur route.

## Palmarès
- 2003
  - Grand Prix de Mortágua
- 2004
  -  Champion du Portugal sur route espoirs
  - Tour du Portugal de l'Avenir :
    - Classement général
    - 4e étape
- 2006
  - Tour de l'Algarve
    - Classement général
    - 5e étape

  - 7e étape du Tour du Portugal
- 2007
  - 3eb étape de la Volta a Trás-os-Montes e Alto Douro
- 2008
  -  Champion du Portugal sur route
  - 3eb étape de la Volta a Trás-os-Montes e Alto Douro
  - Clássica da Primavera
- 2009
  - 2e étape du  Trophée Joaquim Agostinho 
  - 4e étape du Tour du Portugal
  - 3e du Trophée Joaquim Agostinho
- 2011
  -  Champion du Portugal sur route

## Classements mondiaux
| Année           | 2006 | 2007 | 2008  | 2009 | 2010 | 2011 |
| --------------- | ---- | ---- | ----- | ---- | ---- | ---- |
| UCI Europe Tour | 88e  | 874e | 1217e | 235e |      | 183e |